# Glabridorsum simile
Glabridorsum simile är en stekelart som beskrevs av Kusigemati 1982. Glabridorsum simile ingår i släktet Glabridorsum och familjen brokparasitsteklar. Inga underarter finns listade i Catalogue of Life.